# Pamacris
Pamacris är ett släkte av insekter. Pamacris ingår i familjen gräshoppor.
Kladogram enligt Catalogue of Life:
| Pamacris | \| \| Pamacris carterocera \| \| \| \| \| \| Pamacris diversipennis \| \| \| \| |
|          | \| \| Pamacris carterocera \| \| \| \| \| \| Pamacris diversipennis \| \| \| \| |
|          | Pamacris carterocera                                                            |
|          |                                                                                 |
|          | Pamacris diversipennis                                                          |
|          |                                                                                 |